# Hunab Ku
Hunab Ku (majańskie "jedyny bóg bytu") – najwyższy bóg Majów, stworzyciel świata, praprzyczyna Kosmosu, ojciec Itzamny.